# إيفو سواريس
إيفو سواريس (16 ديسمبر 1938 بريو دي جانيرو في البرازيل - ) هو لاعب كرة قدم برازيلي في مركز الوسط، شارك في الألعاب الأولمبية الصيفية 1964. ولعب مع نادي فلامنغو.

## وصلات خارجية
- إيفو سواريس على موقع الاتحاد الدولي (مؤرشف)  (الإنجليزية)
- إيفو سواريس على موقع أوليمبيديا (الإنجليزية)